# Шмайде, Габриэла Мария
Габриэла Мария Шма́йде, настоящее имя — Габриэла Мария Шма́йдзина, урождённая — Ку́бицец (нем. Gabriela Maria Schmeide, в.-луж. Gabriela Marija Šmajdźina (Kubicec); 10 июля 1965 года, Баутцен, ГДР) — германская актриса театра и кино серболужицкого происхождения.

## Биография
Родилась в 1965 году в серболужицкой семье в городе Баутцен. После окончания средней школы работала в Немецко-серболужицком народном театре. В 1984 году окончила курсы изучения вокала. С 1987 по 1991 года обучалась в Академии драматических искусств имени Эрнста Буша в Берлине. С 1994 года — член труппы театра «Берлинер ансамбль». С 2000 года начала сниматься в различных кинематографических проектах. В 2000 году впервые сыграла главную роль в фильме «Полицейская» (Die Polizistin). С 2009 года является актрисой театра «Thalia Theater» в Гамбурге.

## Фильмография
- 2000: Die Polizistin (режиссёр: Андреас Дрезен)
- 2001: Nicht ohne dich (режиссёр: Diethard Klante)
- 2001: Mein erstes Wunder (режиссёр: Anne Wild)
- 2001: Große Mädchen weinen nicht (режиссёр: Maria von Heland)
- 2002: Halbe Treppe (режиссёр: Андреас Дрезен)
- 2002: Der Aufstand (TV) (режиссёр: Hans-Christoph Blumenberg)
- 2003: Tatort — Die Liebe der Schlachter (режиссёр: Thomas Jauch)
- 2003: Leben wäre schön (режиссёр: Kai Wessel)
- 2004—2005: Kanzleramt (TV) (режиссёр: Hans-Christoph Blumenberg)
- 2004: Liebe Amelie (TV) (режиссёр: Maris Pfeiffer)
- 2004: Das Zimmermädchen (режиссёр: Matthias Tiefenbacher)
- 2004: Von Mann zu Mann (режиссёр: Thorsten Näter)
- 2005: Tatort: Erfroren (TV) (режиссёр Züli Aladag)
- 2005: Am Tag als Bobby Ewing starb (режиссёр: Lars Jessen)
- 2005: Der letzte Zeuge — Gambit Star (TV) (режиссёр: Bernhard Stephan)
- 2005: Dresden (режиссёр: Roland Suso Richter)
- 2005: Die Blaumänner (1 Episode) (режиссёр: Guido Peters)
- 2005: Elbe (режиссёр: Marco Mittelstaedt)
- 2005: Tatort — Sonnenfinsternis (TV) (режиссёр: Dieter Berner)
- 2005: Stella und der Stern des Orients (режиссёр: Almut Getto)
- 2006: Die Wolke (режиссёр: Gregor Schnitzler)
- 2006: Der Dicke (режиссёр: Lars Jessen)
- 2007: Bella Block: Weiße Nächte (режиссёр: Christian von Castellberg)
- 2007: Die Flucht (TV) (режиссёр: Kai Wessel)
- 2007: Krauses Fest (TV) (режиссёр Bernd Böhlich)
- 2007: Guter Junge (TV) (режиссёр: Torsten C. Fischer)
- 2008: Patchwork (TV) (режиссёр: Franziska Buch)
- 2008: Tatort: Borowski und die einsamen Herzen (TV) (режиссёр: Lars Jessen)
- 2008: Die Drachen besiegen (TV) (режиссёр: Franziska Buch)
- 2009: Белая лента (режиссёр: Михаэль Ханеке)
- 2010: Die Friseuse (режиссёр: Doris Dörrie)
- 2010: Henri 4 (режиссёр: Jo Baier)
- 2012: Ruhm (режиссёр: Isabel Kleefeld)
- 2012: Bis zum Horizont, dann links! (режиссёр: Bernd Böhlich)
- 2012: Allerleirauh (TV) (режиссёр: Christian Theede)
- 2015: Frau Müller muss weg! (режиссёр: Зёнке Вортман)
- 2015: Tatort: Die Wiederkehr (режиссёр: Florian Baxmeyer)
- 2016: Wellness für Paare (режиссёр: Jan Georg Schütte)
- 2016: Der letzte Cowboy (Miniserie)
- 2017: In Zeiten des abnehmenden Lichts
- 2019: Разрушительница системы (режиссёр: Нора Фингшайдт).

## Награды
- 1992 год: Самая молодая актриса года по версии Theatre heute
- 1994: Приз художественной премии Академии искусств исполнительских искусств
- 1996: Премия имени Курта Хюбнера театра Bremer Theaterfreunde e. V.
- 2001: Премия имени Адольфа Гримме за «Лучшую презентацию» в фильме «Полицейская»
- 2002: Серебряный Хьюго из Чикагского международного кинофестиваля за лучшее исполнение в фильме «Half Stair»
- 2003: Серебряный Роланд за исполнение ролей в пьесах Kasimir и All Inclusive сезона 2002/2003 в театре «Volksbühne Bremen»
- 2004: Немецкая телевизионная премия в категории «Лучшая актриса (роль поддержки)»
- 2007: Премия Немецкого телевидения в категории «Лучший актёр (поддерживающий актёр)»
- 2013: Премия имени Рольфа Мареса выдающейся исполнительнице за презентацию Зерлины в театре «Thalia Theater», Гамбург
- 2016: Премия немецких актёров 2016 года в номинации «Лучшая женская роль» в фильме «Tatort: Die Wiederkehr»